# Alison Sydor
Alison Sydor, född den 9 september 1966 i Edmonton, Alberta, är en kanadensisk tävlingscyklist som tog OS-silver i mountainbike vid olympiska sommarspelen 1996 i Atlanta.
Sydors far var en gruvarbetare och därför var familjen bosatt i Seattle, Washington, Portland, Oregon, Denver, Colorado, Calgary och Vancouver. Hon visade tidig talent för cykelkörning och behövde inga stödhjul. Sydor studerade biokemi vid University of Victoria och avslutade med bachelorexamen.
Sydors började med triathlon och specialiserade sig sedan på landsvägscykling och cykelcross. Året 1987 vann hon en silvermedalj vid Canadian National Road Race Championship. Under åren 1990, 1991, 1993 och 1994 blev hon tävlingens guldmedaljör. Sydor var 1992 rankad på tredje platsen i världsrankningen för kvinnliga tävlingscyklister. Hon deltog vid olympiska sommarspelen i Barcelona och hamnade på 12 platsen. Innan specialiseringen på cykelcross vann hon 1994 en silvermedalj vid Commonwealth Games.
Sydors avslutade karriären 2010. Hon upptogs året 2007 i Mountain Bike Hall of Fame och året 2013 i Canada’s Sports Hall of Fame. Tidningen Velo News utnämnde Sydors året 1996 till årets cyklist, före Miguel Induráin. Hon fick titeln Canadian Cyclist of the Century för 1900-talet av Kanadas cykelförbund.